# Enjoy !
Enjoy! est une série télévisée française créée par Benoit Marchisio et Katell Guillou.
Elle est diffusée depuis le 20 septembre 2024 sur la chaine France.tv Slash et sur France 2 le 24 novembre 2024 en deuxième partie de soirée .

## Synopsis
Adapté du roman Tous complices !, la mini-série suit trois destins croisés : un livreur à vélo, une stagiaire journaliste, un jeune avocat entre chutes et idéaux.

## Distribution
- Jean-Désiré Augnet : Abel
- Camille Moutawakil : Yass
- Baptiste Carrion-Weiss : Igor
- Bruno Salomone : Paul Parsone

## Épisodes
1. Épisode 1
2. Épisode 2
3. Épisode 3
4. Épisode 4
5. Épisode 5
6. Épisode 6

## Réception critique
- La série a été unanimement saluée par la presse : Ouest-France  souligne que la série aborde habilement les dérives individualistes de la société[3],, L'Humanité remarque sa fine analyse de la précarité[4],[5],et Le Figaro met en avant le caractère addictif de la fiction[6].

## Nominations et récompenses
- Festival de la fiction TV de La Rochelle 2024 : Meilleur scénario[7]
- Festival de la fiction TV de La Rochelle 2024 : Meilleur jeune espoir masculin décerné à Jean-Désiré Augnet pour son rôle d'Abel[8]